# 魔男伊奇
《魔男伊奇》（日语：魔男のイチ）是由日本漫畫家原作西修，宇佐崎代作画的漫畫作品，於2024年第41期起在《週刊少年Jump》上連載。臺灣《寶島少年》2024年第3期起開始連載。故事描写在只有女性才能使用魔法的世界里，学会魔法的少年伊奇的魔法狩猎幻想故事。日本版已出版2册，累计发行量突破30万册（截止2025年3月）。
2025年7月，本作被選為該年度Miyawaki Comic Awards的五部獲獎作品之一

## 故事内容
序章（1册～2册22话）
在这个世界里，魔法被定义为“有智慧的生物”，对于克服由魔法所提出的各种困难试炼的人类就能习得魔法。学会魔法的人于是成为狩猎其他魔法的猎人，在社会上也得到“称号”，人们满怀敬意地称她们为“魔女”。
有一次，公认最强的深渊魔女黛丝卡菈思在边境的山上挑战了长年散播灾害的可怕魔法“王之魔法”，但乌洛洛的绝对规则是“女人不能伤害我的身体”因而陷入了苦战。就在这时，一名从小就生活在山上的名叫伊奇的少年猎人闯入了战斗。与魔女和魔法都毫无联系的他打倒了令黛丝卡菈思棘手的乌洛洛，之后伊奇就变成了魔女一样的样子。
仿佛颠覆了世界的常识——魔法被认为是只有拥有魔力的女性才能学会的东西，虽然可能性极低，但只要没有奇迹发生，男人绝对不可能学会魔法，这是这个世界的常识。
然而，伊奇虽然是男人却学会了魔法，史上第一个“魔男”诞生了。视这样的伊奇为危险而被置于黛丝卡菈思监视之下，伊奇在黛丝卡菈思的邀请下开始了魔法狩猎。两人加上负责记录的库姆吉，三人顺利攻略了冰鲛魔法和菌菇魔法。这时，魔女协会长年追踪的反世界魔法出现了。
巴克加米篇（3册23话～）
伊奇、黛丝卡菈思和库姆吉三人，依照预言魔法的预言，来到幸福之国“巴克加米”。那里是将反人类魔法幸眠的魔法作为“巴克加米大人”来崇拜的宗教国家。不会使用魔法的危险人物古克拉克非常憎恨幸眠的魔法，于是和伊奇一起努力学习。

## 登场角色
以下為有聲漫畫版的聲優。。

### 主要人物
伊奇
CV：户谷菊之介/蓝谷早咲(幼少期)
本作的主人公。第一人称是“俺”。史上唯一的男性魔女即“魔男”。165厘米60公斤，体脂肪率11%的肌肉不倒翁，身上布满野外求生的伤疤。幼年时期（6岁）被遗弃在德鲁伊山，最初靠着仅有的小刀（该小刀后来也作为伊奇魔杖变化）过着狩猎和采集经验的生活。狩猎本领强，例如狐狸的习性和蘑菇生长的场所等，在魔法狩猎方面也充分发挥山里生活所培养的狩猎和采集知识，让魔法不再是异象的存在，而是完全作为野生生物来捕捉的方法。并非纯粹的野生儿（无人际交往和语言常识方面），以及在被附近村人发现后有时下山交易获得生活物资，于是在山中有了一间小屋成为猎户。直到有一天发现了从未见过的生物（尚未知晓“魔法”存在），伊奇本能地看穿了那个生物是会杀人的，但是根据“在对方使出杀意之前，自己也不能使出杀意”的“死对死”绝对规则，决定暂且放过它。就在黛丝卡菈思挑战乌洛洛，乌洛洛炫耀自己无敌规则的时候，身为男人的伊奇在事先设下的陷阱中套上了乌洛洛，用小刀刺进乌洛洛的心脏，成功地消灭了王的魔法而成为世界上唯一会使用魔法的男人。
对杀意敏感，会下意识地对那个方向作出反击特殊能力。对以单方面虐杀人类，玩弄活物途径的反人类魔法感到愤怒（并不符合“死对死”价值观），因而坚决狩猎魔法一侧。忠实于用死对死的规则来抑制一开始的的狩猎本能。在与神的魔法对峙时，舔著舌头说出“我要狩猎你！”表现出战斗狂而不是狩猎狂。
成为魔男后通过首都纳塔利的曼奇涅尔魔女协会的许可，在黛丝卡菈思监视对象下担任助手，和魔女候补生库姆琪共同组成反人类魔法专门部队。
黛丝卡菈思
CV：小林优
魔女协会所属的魔女。别名“深渊魔女”之称。反人类魔法专门部队队长。被其他魔女称为“怪物”的实力，本人自称是现代最强且完全无缺的超绝美人魔女。棕色皮肤的女人，性格自由奔放措辞幼稚，会用儿童涂鸦当做魔法狩猎的报告书。喜欢所有的超天才，被成为魔男的伊奇所救，并邀请他去魔法狩猎。学习的魔法不计其数，不仅有攻击魔法，还有治愈魔法和结界魔法等各种魔法都能灵巧地使用。与奇库托戈是青梅竹马的关系，爱称“小托戈”。过去因为反世界的魔法而失去弟弟（利布罗）。
为了追寻获取王的魔法而来到某个深山里。因为王的魔法是“女人无法杀死”的存在而被逼得走投无路时，被身为第三者的伊奇杀死了王的魔法，有损了面子。认为打倒了王之魔法的伊奇为危险，因此提出邀请成为魔男的伊奇去魔法狩猎。属于魔女阶层中的菁英，在伊奇眼中是个会吃独食并摆出得意表情的“讨厌的家伙”。对杀意敏感且忠实于自己心中的规则的伊奇，黛丝卡菈思感到棘手，只好配合扮演诱饵。
王・乌洛洛
CV：佐佐木义人
1000年来所有魔女都无法打倒/学会的传说魔法。通称“乌洛洛”。拥有破坏大地，河流干涸的强大力量。凶恶的反人类魔法，狩猎了很多的生命。考验是“停止心脏”，但规则是“女人不能伤害乌洛洛的心脏”。就在魔女黛丝卡菈思任何攻击无法通过乌洛洛被逼入绝境时，伊奇闯入了那里。在困惑的黛丝卡菈思和乌洛洛面前说“我是男人哦”，乌洛洛挥下手臂想要杀死伊奇，却中了伊奇事先设下的圈套。然后，伊奇用刀刺向无法动弹的乌洛洛的心脏。顺理成章地成为“伊奇的魔法”。现在弱化并附身在一身上，外观像黑色毛毛虫（伊奇语）。因为习得者死后魔法就会解放，所以总是以伊奇的脖子为目标得手的存在。
学名“超越特化魔法”。效果是不管什么样的魔法即使不修练，最大出力也能使出的超越特化魔法，缺点是用一次后施术者会昏迷三天。

### 魔女及魔女候补生
玛妮戈
CV：丸山美纪
曼琪涅尔魔女协会的魔女会长。别名“黄金魔女”之称。通过镜子向所有魔女发出指示，也可以进行远程会议。是黛丝卡菈思的上司，经常让她吃很多苦。吸烟者。爱好收集狩猎魔法后魔法石。从预言的魔法中得知阿一注定要与反世界的魔法战斗而死时，能够浮现出青筋的品格高尚者。
希拉贝当娜
魔女协会所属的魔女。有著“追究魔女”之称。紫色头发，丰腴体型。首都魔女研（魔女及魔法研究学部）的总负责人兼研究者。对于稀有的研究对象有着不受欢迎的性格，但分析的准确度很高，她认为正确的东西全部都是正确的。
奇库托戈・托戈艾斯
魔女协会所属的魔女。习得许多冰系统魔法的冰魔法专家。有“银雪魔女”之称。外表特征戴眼镜的酷酷的女性，左边的头发编得很长。在魔女会议谈到公开伊奇的存在时，认为风险太大而暂时放弃，主张指导优先。主张他应该在曼琪涅尔魔女学院接受教育，与想要让他参加实战的黛丝卡菈思意见不合（从学生时代就开始也经常对立）。与黛丝卡菈思是青梅竹马的关系，爱称是“小黛丝”。注意理性的行为举止，但也有像废物一样的地方例如极度的路痴。
库姆琪
CV：和多田美咲
魔女协会，魔女研所属的魔女候补生。被师父希拉贝当娜耍得团团转的可怜人。受师父半强迫下作为记录员与伊奇，黛丝卡菈思组成对反人类魔法三人专门部队。性格胆小怕事，自我评价低，可怜的一面很明显。因为害怕前线以血洗血的战斗而加入从事研究方面，一开始认为伊奇是个可怕的人，但被伊奇鼓励后开始对其改观，渐渐变得融洽一起玩的关系。

### 其他人类
南方先生
伊奇小时候在山中遇见过的猎人/（原）渔户。外表特征戴着鹿头和兽皮穿着。把关于狩猎，打渔各种各样的事传授了伊奇的师傅一样的存在。
古克拉克
在挑战魔法并将其打得体无完肤后，因为是男性而无法习得魔法，只是在发狂后就离开了，因此经常做出这种麻烦的行为，被魔女协会认定为危险人物。通称为“苛虐的古克拉克”。会“前踢（简单踢）”和“殴打（简单拳）”，使用“拍手（猫骗）”的技能。卡嘉美的弟弟。
・
巴克加米国第一王女。第一个发现幸眠魔法的人，因吸取了失去母亲的悲伤，对母亲的死不抱任何想法。

### 魔法
水滴魔法
CV：雪深山福子
雷狐
CV：伊藤节生
反人类魔法。考验是“在不被电击的情况下夺走脖子上的球”。真名是“伊纳滋利”（イナヅリ）。利用雷的点火魔法，将人类烧尽，想要站在雷魔法的顶点，却被伊奇利用狐狸的习性学会了。
冰鲛
反人类魔法。考验是“将冰鲛装饰得美丽”。真名是“美丽”（ウルワシ）。能释放出被咬到就会冻结的冰鲛的魔法。品味独特，最后因为被料理餐船盛满足了而学会了。

反人类魔法。考验是“切断管子收获”。真名是“麦克尔贝恩”（マッキルベイン）。第一人称是“俺君”（俺くん）。幻想所有生物都误以为蘑菇是神，认为自己不是反人类魔法。
神
别名反世界魔法。考验不明。15年前突然出现，瞬间毁灭了2座城市和周边5公里的群山。魔女协会长年追踪的最大敌人。外表特征全身雪白，拿着锡杖五官端正的云游僧青年。身后不时出现代表“死亡”的骷髅象征。
预言
人类友好魔法。自称是“吉克西洛内（ジキシローネ）”的打扮成小丑的少女。通过让卧床不起的少女勉强学会自己来操纵身体。共享预言的时机是自由的条件，与魔女共享预言。
笼蜘蛛
反人类魔法。考验是“破坏笼子，折断角”。以幸福之国“巴克加米”的矿山为住所。真名是“阿里阿德涅”（アリアドネ）。在伊奇等人赶到之前已经被古克拉克逼入濒死状态。

反人類魔法。通称「巴克加米大人」。考验不明。虽然被巴克加米国民奉作信仰的对象、但被古克拉克敌视为“最恶的害兽”。实际上，它拥有“幸辛”魔法之名，在10年的时间里吸取了巴克加米国民的悲伤，并持续积蓄。考验是“承受全部所积蓄的悲伤”。

## 专有用语
魔法
拥有形态，知性的生命体。人类只要克服魔法提示的试炼，就能学会魔法。若是不通過試煉就用強硬手段打敗魔法，就無法將魔法收服習得，對其造成的傷害或消滅也會在瞬間恢復。有对人类友好的魔法和不友好的魔法，不友好的魔法被称为反人类魔法。习得的人死后，魔法就会恢复自由。目前已确认的魔法有3185种，其中402种已习得。
魔女
奔赴世界各地，通过魔法提示的试炼而习得的猎人。使用魔法需要魔力，正因为拥有魔力的只有女性，所以才被称为魔女。因为男性没有魔力，所以无法习得魔法。
首都纳塔利
人口约30万人，是沿海魔法产业兴盛的城市。曼琪涅尔魔女协会所在地。
曼琪涅尔魔女协会
总部在首都纳塔利，集研究魔法，魔女教育一体的机构。在这里，除了魔女以外也有魔女候补生，上级魔女候补生担任魔女的辅助，在魔法研究、魔法具、装备制作等多种部门工作。下级魔女候补生在教会内部的教育机关“曼琪涅尔魔女学院”接受魔法的学习。魔女候补生从全国具备魔力的一般女性前往测试中选拔。
幸福之国“巴克加米”
以在巴克加米矿山居住，地域辽阔的国家。著名旅游胜地，许多巴克加米的国民都将幸眠的魔法作为“巴克加米大人”来信奉。10年前被称为“镜国”，是长期以魔法具产业发展的国家。但是，技术外流，很多年轻人离开了国家，导致了没落。这时，不知从哪里出现的幸眠的魔法拯救了国家，从此改名为“巴克加米国”至今，成为世界第一旅游大国。
魔法心圆（マジックサークル）
魔女的精神世界。被魔女学会的魔法，会在魔女的魔法心圆中生活。
师徒血指书（していけっぱんじょう）
“师父的命令弟子不能违抗，弟子死了师父也会死”的契约书。由于其性质，现在没有人使用的受诅咒的契约。
魔法石
魔杖
魔法警报/刊物
待补充

## 余谈
- 负责作画宇佐崎代是距前作《演员夜凪景 act-age》被终止连载三年后，再次回归《周刊少年jump》[9][10]。
- 《魔男伊奇》自连载开始受读者人气排名欢迎，初次出版时带有堀越耕平推荐语[11]的第一卷发售即售罄（后续重版两次），然后在一周年纪念以前获得3次登上《周刊少年jump》封面机会，日本地区反响评价良好。

## 出版书籍
| 卷數 | 集英社 | 集英社       | 集英社                 |
| 卷數 | 副標題 | 發售日期     | ISBN                   |
| ---- | ------ | ------------ | ---------------------- |
| 1    |        | 2025年1月4日 | ISBN 978-4-08-884402-2 |
| 2    |        | 2025年3月4日 | ISBN 978-4-08-884417-6 |
| 3    |        | 2025年6月4日 | ISBN 978-4-08-884580-7 |
| 4    |        | 2025年8月4日 | ISBN 978-4-08-884611-8 |